# 西教堂 (阿姆斯特丹)

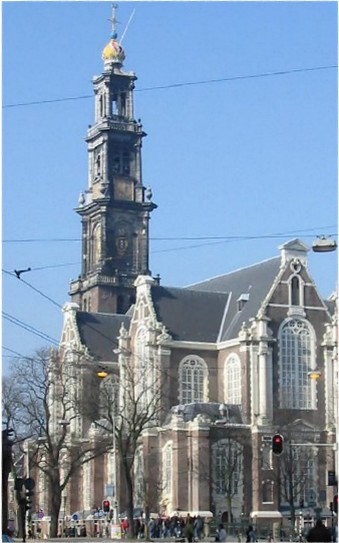
西教堂

西教堂（Westerkerk）是阿姆斯特丹的一座新教教堂，兴建于1620年-1631年，位于王子运河的岸边。西教堂是阿姆斯特丹最高的教堂，其尖顶高85米。尖顶上是马克西米连一世的皇冠。

## 历史
1669年10月8日，画家伦勃朗安葬于西教堂，但是不清楚其墓穴确切的位置。他的情妇也埋葬于此。西教堂毗邻二战中安妮·弗兰克和家人躲避纳粹迫害的安妮之家，教堂外放置有安妮雕像。西教堂附近有同性恋纪念碑，纪念因同性恋受到迫害的男女。

## 荷兰皇室婚礼

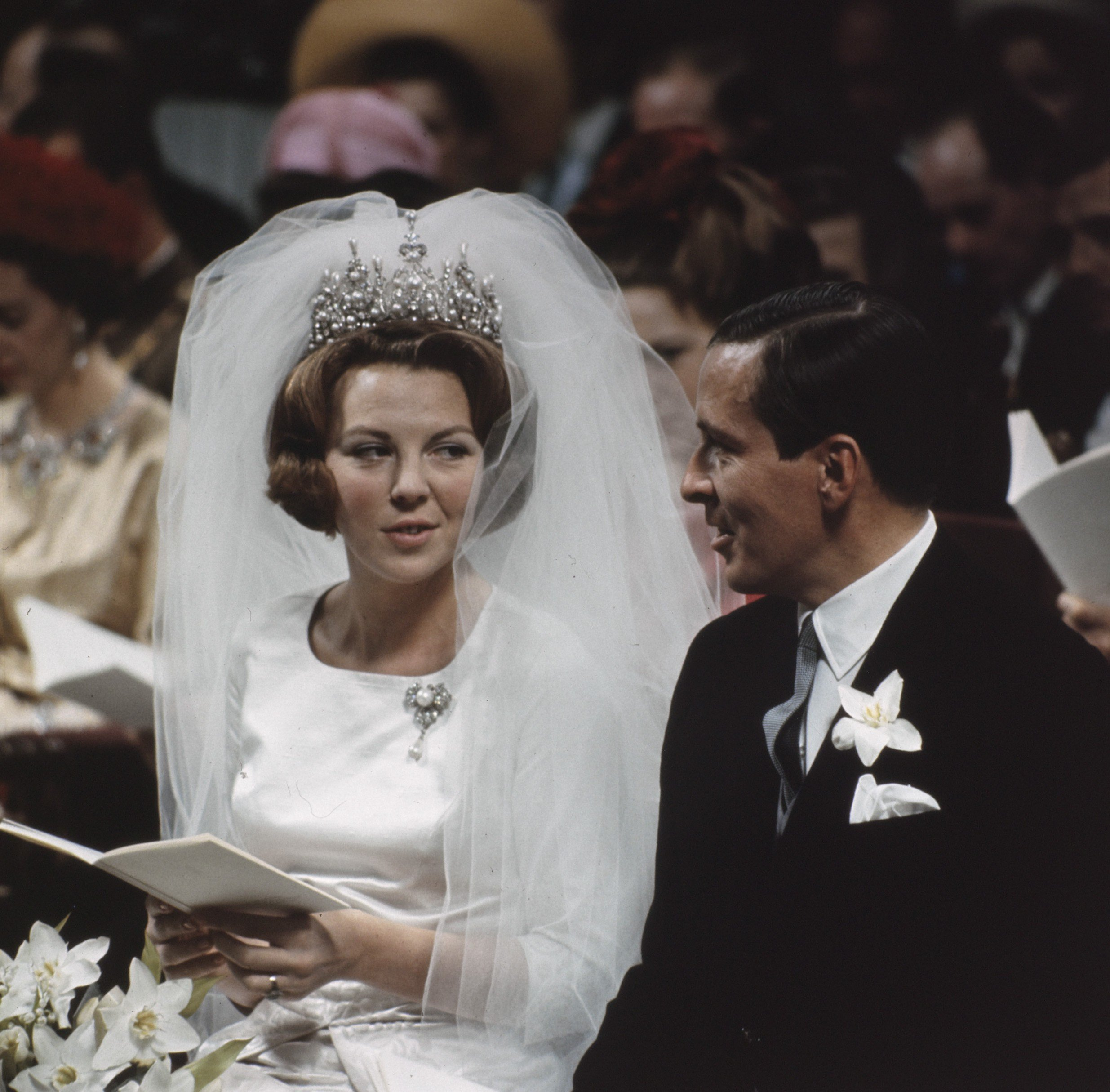
荷兰女王和王夫的婚礼

1966年3月10日，因为水坝广场的新教堂正在维修，荷兰贝娅特丽克丝女王与德国外交官克劳斯亲王在西教堂举行婚礼。

## 画廊

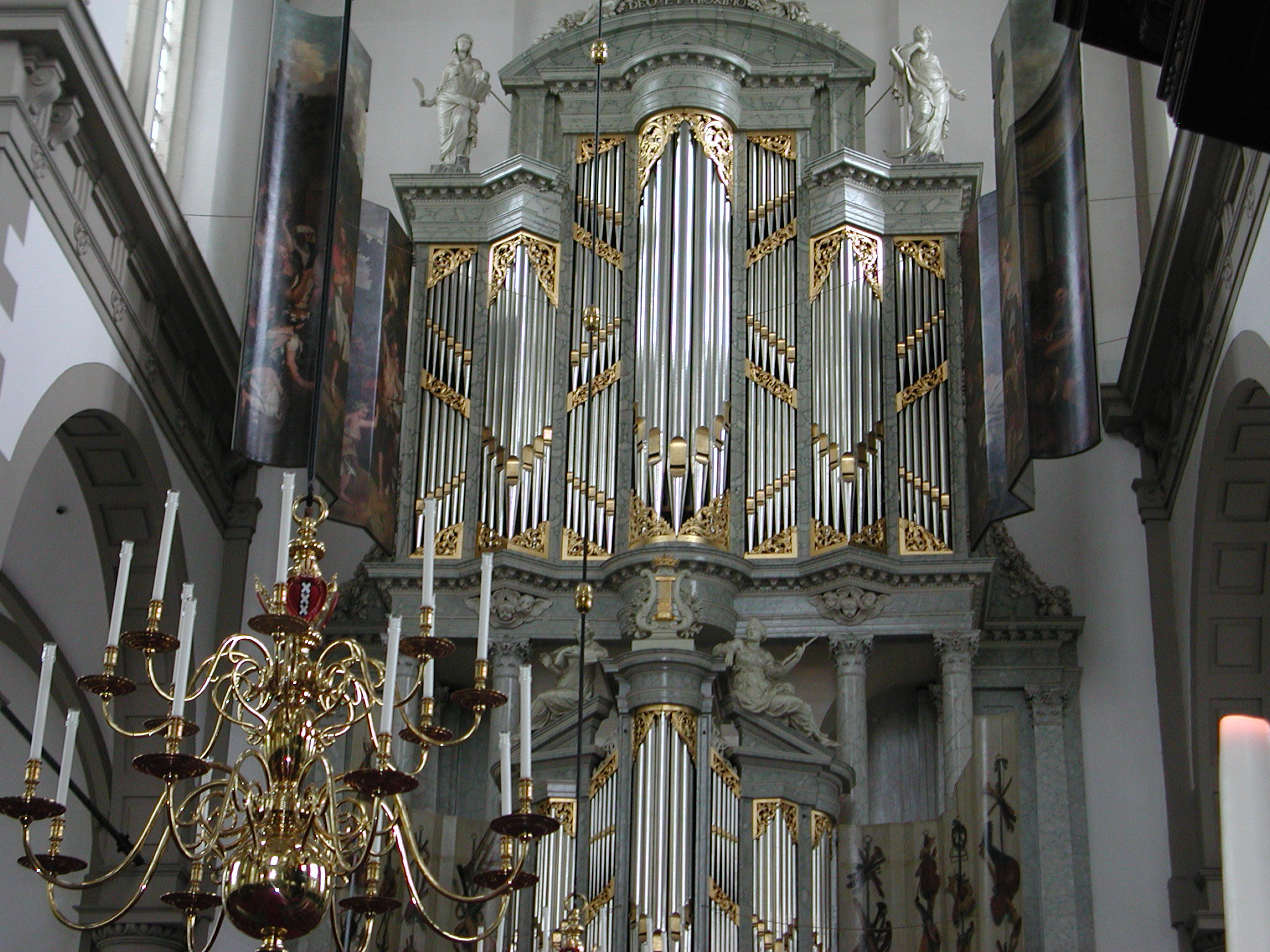
管风琴
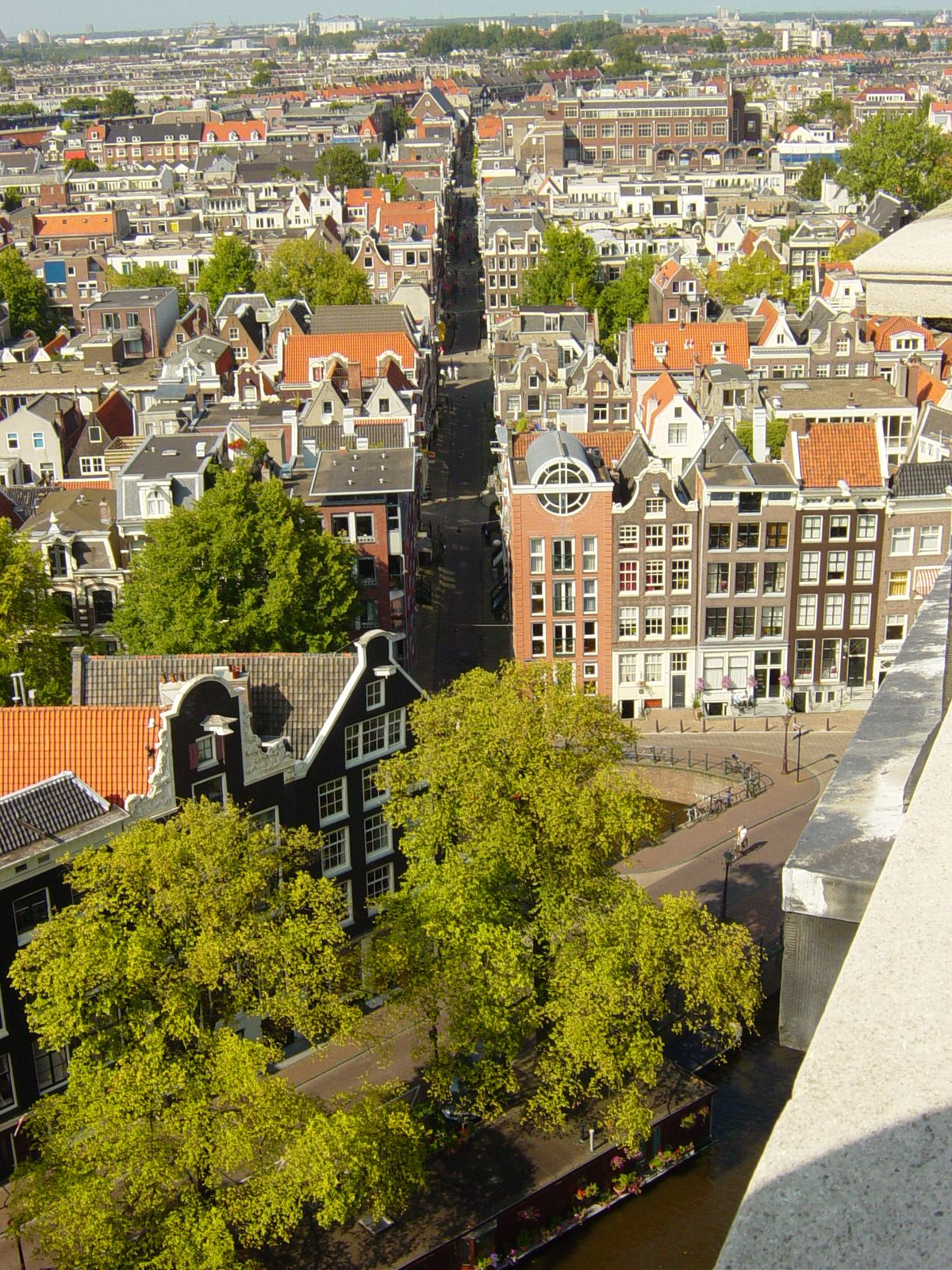
钟楼远眺
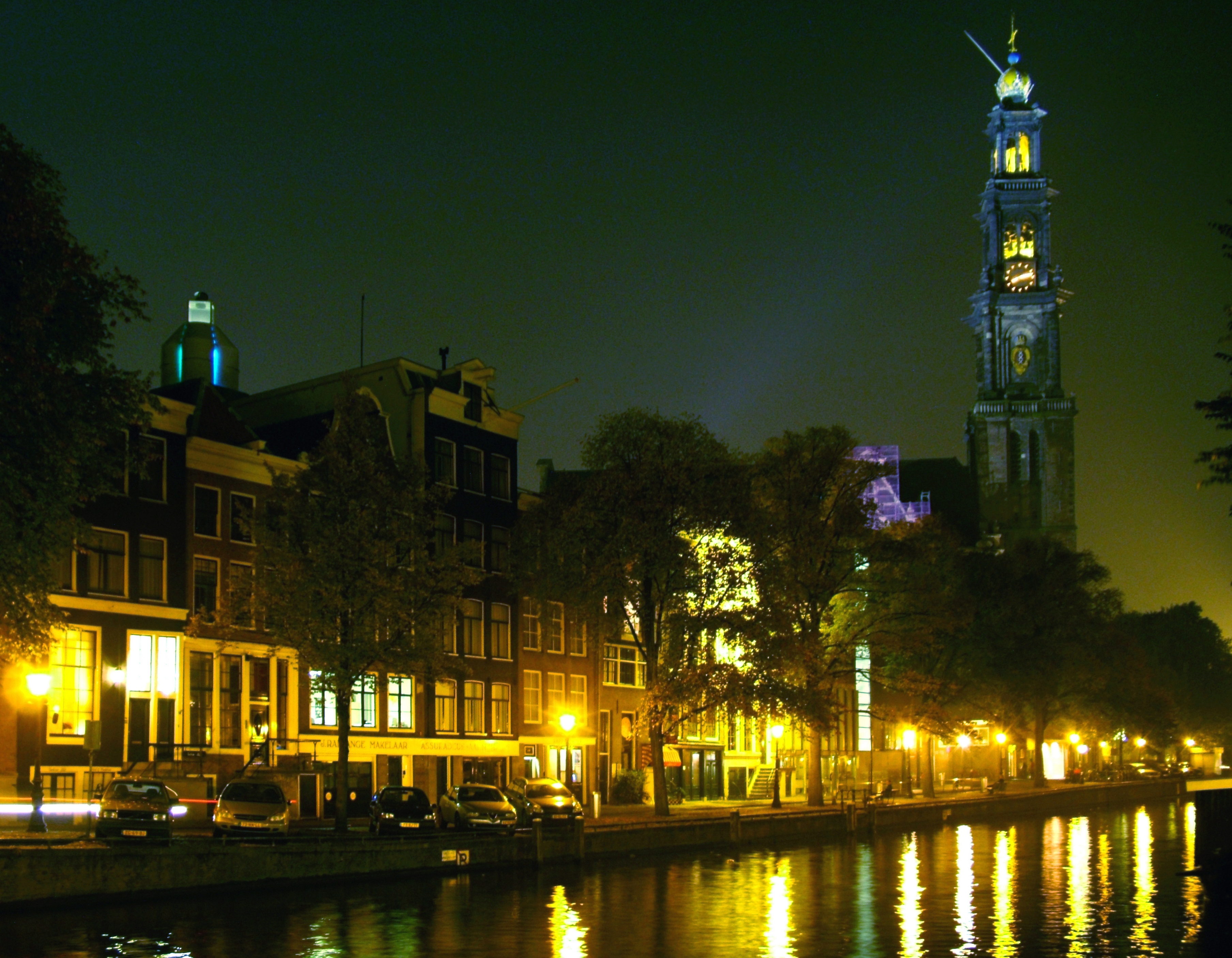
夜间的王子运河和西教堂
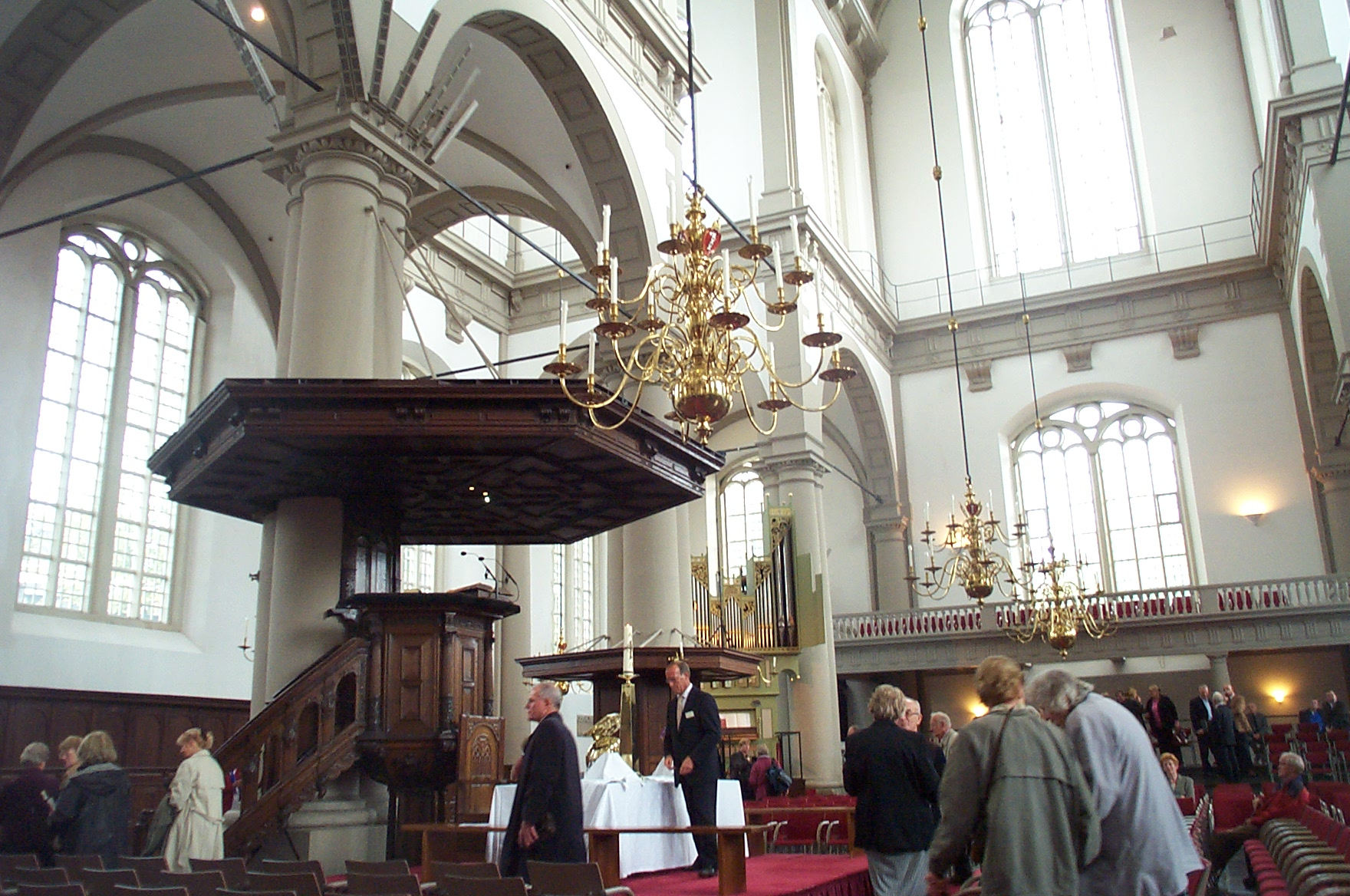
教堂内部
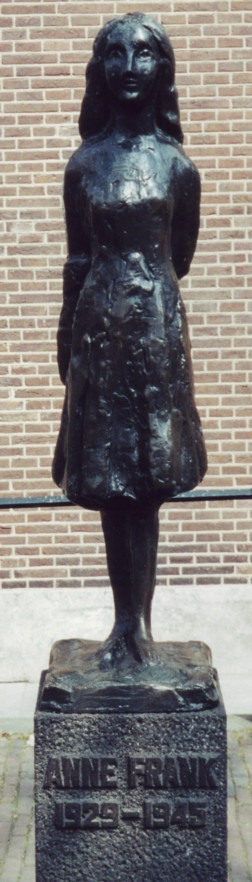
广场上的安妮塑像
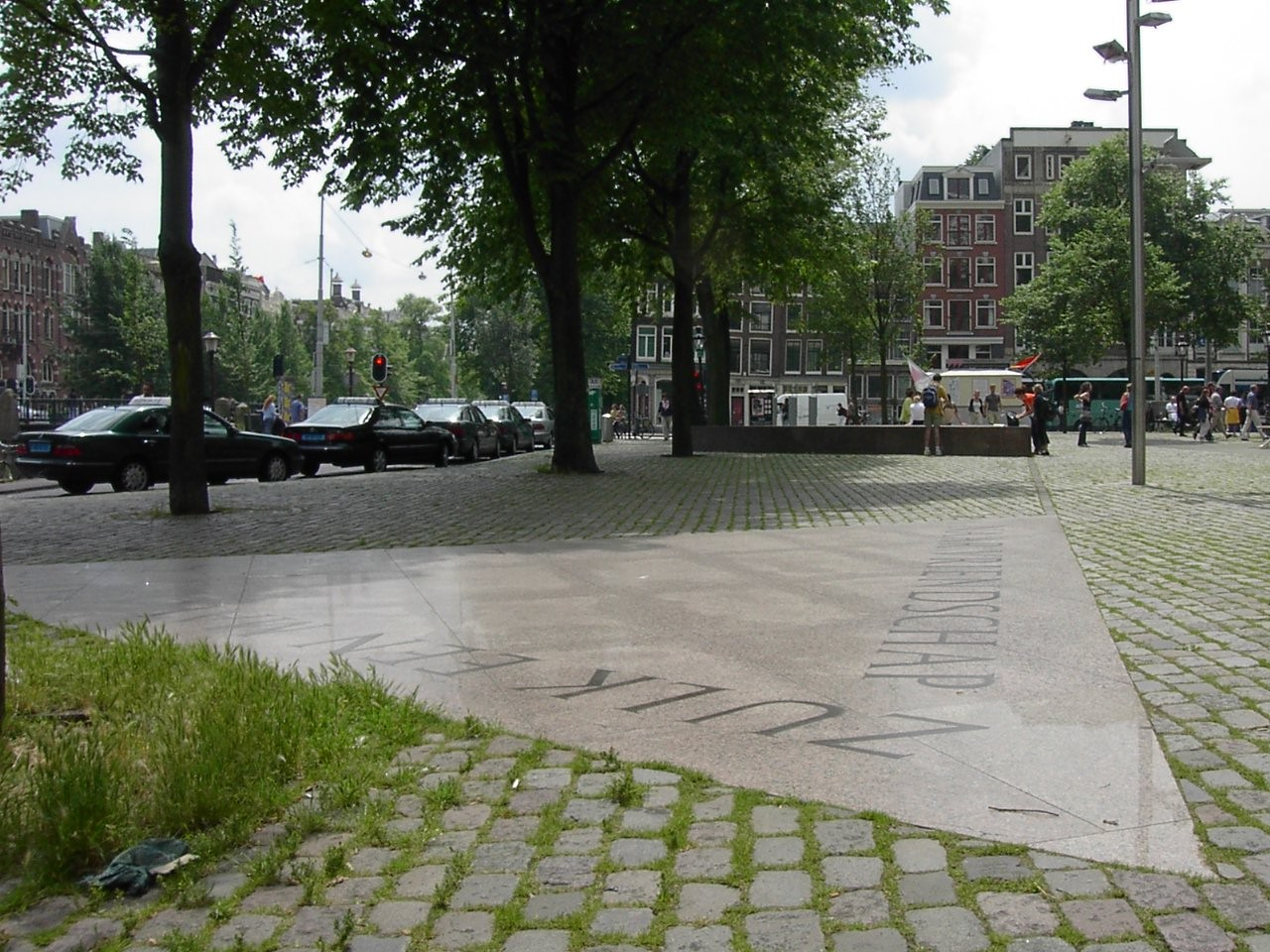
同性恋纪念碑